# The Big Bang Theory (12.ª temporada)
A décima segunda temporada do sitcom da TV americana, The Big Bang Theory, estreou na CBS na segunda-feira, 24 de setembro de 2018. A série voltou ao horário regular de quinta-feira (na exibição nos Estados Unidos) em 27 de setembro de 2018. A série foi concluída em 16 de maio de 2019.

## Produção
Em março de 2017, a CBS renovou a série por mais duas temporadas, elevando o total para doze.  Em 22 de agosto de 2018, a CBS e a Warner Bros. Television anunciaram oficialmente que a décima segunda temporada seria a última da série. Isso decorreu da decisão de Jim Parsons de deixar a série no final da 12ª temporada, caso o programa fosse renovado pela décima terceira temporada. A série foi concluída com um final de uma hora composto por dois episódios consecutivos em 16 de maio de 2019.  Uma retrospectiva, apresentada por Johnny Galecki e Kaley Cuoco, foi ao ar às 21h30, antes da exibição do episódio com um comercial do spin-off Young Sheldon.

## Elenco

### Elenco Principal
- Johnny Galecki como Dr. Leonard Hofstadter
- Jim Parsons  como Dr. Sheldon Cooper
- Kaley Cuoco  como Penny
- Simon Helberg  como Howard Wolowitz
- Kunal Nayyar  como Dr. Rajesh "Raj" Koothrappali
- Mayim Bialik  como Dra. Amy Farrah Fowler
- Melissa Rauch  como Dr. Bernadette Rostenkowski-Wolowitz
- Kevin Sussman  como Stuart Bloom

### Elenco Recorrente
- Christine Baranski como Dr. Beverly Hofstadter
- Brian Posehn como Dr. Bertram "Bert" Kibbler
- Brian George como Dr. V.M. Koothrappali
- Lauren Lapkus como Denise
- Keith Carradine como Wyatt
- Rati Gupta como Anu
- Bob Newhart como Dr. Arthur Jeffries/Professor Proton
- Joshua Malina como Presidente Siebert
- John Ross Bowie como Dr. Barry Kripke
- Brian Thomas Smith como Zack Johnson
- Lindsey Kraft como Marissa Johnson
- Kal Penn como Dr. Kevin Campbell
- Sean Astin como Dr. Greg Pemberton

### Convidados Especiais
- Teller como Larry Fowler
- Kathy Bates como Mrs. Fowler
- Neil deGrasse Tyson como ele mesmo
- Bill Nye como ele mesmo
- Jerry O'Connell como George Cooper Jr.
- Robert Wu como Tam Nguyen
- Maribeth Monroe como Dr. Lee
- Iain Armitage como Young Sheldon
- Lance Barber como George Cooper Sr.
- Montana Jordan como Young George Cooper Jr.
- Andy Daly como Nathan
- William Shatner como ele mesmo
- Wil Wheaton como ele mesmo
- Kevin Smith como ele mesmo
- Kareem Abdul-Jabbar como ele mesmo
- Joe Manganiello como ele mesmo
- Ellen DeGeneres como ela mesmo
- George Smoot como ele mesmo
- Kip Thorne como ele mesmo
- Frances Arnold como ela mesmo
- Regina King como Janine Davis
- Todd Giebenhain como Mitch
- Sarah Michelle Gellar como ela mesmo

## Episódios
| N.º na série | N.º na temp. | Título                                                                     | Dirigido por    | Escrito por | Exibição original       | Audiência U.S. (milhões) |
| ------------ | ------------ | -------------------------------------------------------------------------- | --------------- | --- | ----------------------- | ------------------------ |
| 256          | 1            | "The Conjugal Configuration" "A Configuração Conjugal"                     | Mark Cendrowski | História por : Chuck Lorre & Eric Kaplan & Tara Hernandez Roteiro por : Steve Holland & Maria Ferrari & Jeremy Howe                                                                                     | 24 de setembro de 2018  | 12.92                    |
| 257          | 2            | "The Wedding Gift Wormhole" "O Buraco de Minhoca do Presente de Casamento" | Mark Cendrowski | História por : Steve Holland & Steven Molaro & Maria Ferrari Roteiro por : Dave Goetsch & Eric Kaplan & Andy Gordon                                                                                     | 27 de setembro de 2018. | 12.04                    |
| 258          | 3            | "The Procreation Calculation" "O Cálculo da Procriação"                    | Mark Cendrowski | História por : Chuck Lorre & Tara Hernandez & Adam Faberman Roteiro por : Steve Holland & Maria Ferrari & Anthony Del Broccolo                                                                          | 4 de outubro de 2018    | 12.29                    |
| 259          | 4            | "The Tam Turbulence" "A Turbulência Tam"                                   | Mark Cendrowski | História por : Steve Holland & Steven Molaro & Maria Ferrari Roteiro por : Dave Goetsch & Eric Kaplan & Jeremy Howe                                                                                     | 11 de outubro de 2018   | 12.94                    |
| 260          | 5            | "The Planetarium Collision"" "A Colisão do Planetário"                     | Mark Cendrowski | História por : Eric Kaplan & Andy Gordon & Alex Ayers Roteiro por : Steve Holland & Maria Ferrari & Tara Hernandez                                                                                      | 18 de outubro de 2010   | 12.22                    |
| 261          | 6            | "The Imitation Perturbation" "A Perturbação da Imitação"                   | Mark Cendrowski | História por : Steve Holland & Maria Ferrari & Tara Hernandez Roteiro por : Eric Kaplan & Jeremy Howe & Adam Faberman                                                                                   | 25 de outubro de 2018   | 12.99                    |
| 262          | 7            | ""The Grant Allocation Derivation"" "A Derivação da Distribuição de Verba" | Mark Cendrowski | História por : Eric Kaplan & Anthony Del Broccolo & Alex Yonks Roteiro por : Steve Holland & Dave Goetsch & Maria Ferrari                                                                               | 1 de novembro de 2018   | 12.64                    |
| 263          | 8            | "The Consummation Deviation" "A Divergência da Consumação"                 | Mark Cendrowski | História por : Chuck Lorre & Steve Holland & Maria Ferrari Roteiro por : Eric Kaplan & Andy Gordon & Adam Faberman                                                                                      | 8 de novembro de 2018   | 12.85                    |
| 264          | 9            | "The Citation Negation" "A Negação da Citação"                             | Mark Cendrowski | História por : Eric Kaplan & Tara Hernandez & Jeremy Howe Roteiro por : Steve Holland & Dave Goetsch & Maria Ferrari                                                                                    | 15 de novembro de 2018  | 12.56                    |
| 265          | 10           | "The VCR Illumination" "A Inspiração do Videocassete"                      | Mark Cendrowski | História por : Steve Holland & Steven Molaro & Bill Prady Roteiro por : Maria Ferrari & Andy Gordon & Jeremy Howe                                                                                       | 6 de dezembro de 2018   | 12.52                    |
| 266          | 11           | "The Paintball Scattering" "A Dispersão do Paintball"                      | Mark Cendrowski | História por : Maria Ferrari & Tara Hernandez & Adam Faberman Roteiro por : Steve Holland & Eric Kaplan & Anthony Del Broccolo                                                                          | 3 de janeiro de 2019    | 13.74                    |
| 267          | 12           | "The Propagation Proposition" "A Proposta da Propagação"                   | Mark Cendrowski | História por : : Chuck Lorre & Steve Holland & Jeremy Howe Roteiro por : Maria Ferrari & Dave Goetsch & Eric Kaplan                                                                                     | 10 de janeiro de 2019   | 13.53                    |
| 268          | 13           | "The Confirmation Polarization" "A Polarização da Confirmação"             | Mark Cendrowski | História por : ric Kaplan & Andy Gordon & Anthony Del Broccolo Roteiro por : Steve Holland & Maria Ferrari & Tara Hernandez                                                                             | 17 de janeiro de 2019   | 13.32                    |
| 269          | 14           | "The Meteorite Manifestation" "A Manifestação do Meteorito"                | Mark Cendrowski | História por : Chuck Lorre & Steve Holland & Maria Ferrari Roteiro por : Eric Kaplan & Tara Hernandez & Jeremy Howe                                                                                     | 31 de janeiro de 2019   | 13.66                    |
| 270          | 15           | "The Donation Oscillation" "A Oscilação de Doação"                         | Mark Cendrowski | História por : Bill Prady & Jeremy Howe & Adam Faberman Roteiro por : Steve Holland & Dave Goetsch & Maria Ferrari                                                                                      | 7 de fevereiro de 2019  | 13.97                    |
| 271          | 16           | "The D&D Vortex" "O Vórtex do D&D"                                         | Mark Cendrowski | História por : Steve Holland & Maria Ferrari & Anthony Del Broccolo Roteiro por : Eric Kaplan & Andy Gordon & Tara Hernandez                                                                            | 21 de fevereiro de 2019 | 13.48                    |
| 272          | 17           | "The Conference Valuation" "A Valorização da Conferência"                  | Mark Cendrowski | História por : Chuck Lorre & Steven Molaro & Eric Kaplan Roteiro por : Steve Holland & Maria Ferrari & Jeremy Howe                                                                                      | 7 de março de 2019      | 12.99                    |
| 273          | 18           | "The Laureate Accumulation" "O Acúmulo de Laureados"                       | Mark Cendrowski | História por : Steve Holland & Adam Faberman & David Saltzberg Roteiro por : Dave Goetsch & Eric Kaplan & Maria Ferrari                                                                                 | 4 de agosto de 2019     | 12.22                    |
| 274          | 19           | "The Inspiration Deprivation" "A Privação da Inspiração"                   | Mark Cendrowski | História por : Eric Kaplan & Maria Ferrari & Andy Gordon Roteiro por : Steve Holland & Anthony Del Broccolo & Tara Hernandez                                                                            | 18 de abril de 2019     | 11.44                    |
| 275          | 20           | "The Decision Reverberation" "A Repercussão da Decisão"                    | Mark Cendrowski | História por : Steven Molaro & Steve Holland & Tara Hernandez Roteiro por : Eric Kaplan & Maria Ferrari & Jermey Howe                                                                                   | 25 de abril de 2019     | 11.84                    |
| 276          | 21           | "The Plagiarism Schism" "A Cisão do Plágio"                                | Nikki Lorre     | História por : Eric Kaplan & Maria Ferrari & Adam Faberman Roteiro por : Steve Holland & Dave Goetsch & Tara Hernandez                                                                                  | 2 de maio de 2019       | 12.48                    |
| 277          | 22           | "The Maternal Conclusion" "A Conclusão Maternal"                           | Kristy Cecil    | História por : Steve Holland & Eric Kaplan & Jeremy Howe Roteiro por : Maria Ferrari & Andy Gordon & Anthony Del Broccolo                                                                               | 9 de maio de 2018       | 12.59                    |
| 278          | 23           | "The Change Constant" "A Constante da Mudança"                             | Mark Cendrowski | História por : huck Lorre & Steve Holland & Steven Molaro & Bill Prady & Dave Goetsch & Eric Kaplan & Maria Ferrari & Andy Gordon & Anthony Del Broccolo & Tara Hernandez & Jeremy Howe & Adam Faberman | 16 de maio de 2019      | 18.52                    |
| 279          | 24           | "The Stockholm Syndrome" "A Síndrome de Estocolmo"                         | Mark Cendrowski | História por : huck Lorre & Steve Holland & Steven Molaro & Bill Prady & Dave Goetsch & Eric Kaplan & Maria Ferrari & Andy Gordon & Anthony Del Broccolo & Tara Hernandez & Jeremy Howe & Adam Faberman | 16 de maio de 2019      | 18.52                    |

## Audiência
| Noº | Título                            | Exibição original       | Rating/share (18–49) | Audiência (em milhões) | DVR (18–49) | Audiência em DVR (em milhões) | Total (18–49) | Audiência total (em milhões) |
| --- | --------------------------------- | ----------------------- | -------------------- | ---------------------- | ----------- | ----------------------------- | ------------- | ---------------------------- |
| 1   | "The Conjugal Configuration"      | 24 de setembro de 2018  | 2.5/11               | 12.92                  | 1.7         | 5.29                          | 4.2           | 18.22                        |
| 2   | "The Wedding Gift Wormhole"       | 1 de outubro de 2018    | 2.2/10               | 12.04                  | 1.6         | 4.82                          | 3.8           | 16.86                        |
| 3   | "The Procreation Calculation"     | 8 de outubro de 2018    | 2.2/10               | 12.29                  | 1.6         | 4.85                          | 3.8           | 17.14                        |
| 4   | "The Tam Turbulence"              | 15 de outubro de 2018   | 2.3/10               | 12.94                  | 1.4         | 4.41                          | 3.7           | 17.32                        |
| 5   | "The Planetarium Collision"       | 22 de outubro de 2018   | 2.1/9                | 12.22                  | 1.5         | 4.56                          | 3.6           | 16.78                        |
| 6   | "The Imitation Perturbation"      | 29 de outubro de 2018   | 2.3/10               | 12.99                  | 1.4         | 4.56                          | 3.6           | 17.56                        |
| 7   | "The Grant Allocation Derivation" | 5 de novembro de 2018   | 2.1/10               | 12.64                  | 1.5         | 4.43                          | 3.7           | 17.08                        |
| 8   | "The Consummation Deviation"      | 8 de novembro de 2018   | 2.3/10               | 12.85                  | 1.7         | 5.07                          | 4.0           | 17.92                        |
| 9   | "The Citation Negation"           | 15 de novembro de 2018  | 2.3/10               | 12.56                  | 1.5         | 4.78                          | 3.9           | 17.35                        |
| 10  | "The VCR Illumination"            | 6 de dezembro de 2018   | 2.1/10               | 12.52                  | 1.6         | 4.76                          | 3.7           | 17.29                        |
| 11  | "The Paintball Scattering"        | 3 de janeiro de 2019    | 2.2/10               | 12.80                  | 1.4         | 4.41                          | 3.6           | 17.21                        |
| 12  | "The Propagation Proposition"     | 10 de janeiro de 2019   | 2.4/11               | 13.53                  | 1.5         | 4.48                          | 3.9           | 18.01                        |
| 13  | "The Confirmation Polarization"   | 17 de janeiro de 2019   | 2.3/10               | 13.32                  | 1.5         | 4.45                          | 3.8           | 17.78                        |
| 14  | "The Meteorite Manifestation"     | 31 de janeiro de 2019   | 2.4/11               | 13.66                  | 1.5         | 4.52                          | 3.9           | 18.18                        |
| 15  | "The Donation Oscillation"        | 7 de fevereiro de 2019  | 2.6/12               | 13.97                  | 1.4         | 4.69                          | 4.0           | 18.66                        |
| 16  | "The D & D Vortex"                | 21 de fevereiro de 2019 | 2.3/11               | 13.48                  | 1.5         | 4.75                          | 3.8           | 18.23                        |
| 17  | "The Conference Valuation"        | 7 de março de 2019      | 2.1/10               | 12.99                  | 1.5         | 4.62                          | 3.6           | 17.61                        |
| 18  | "The Laureate Accumulation"       | 4 de abril de 2019      | 2.0/11               | 12.22                  | 1.4         | 4.45                          | 3.4           | 16.67                        |
| 19  | "The Inspiration Deprivation"     | 18 de abril de 2019     | 1.9/11               | 11.44                  | 1.4         | 4.39                          | 3.3           | 15.84                        |
| 20  | "The Decision Reverberation"      | 25 de abril de 2019     | 1.8/9                | 11.84                  | 1.4         | 4.60                          | 3.2           | 16.45                        |
| 21  | "The Plagiarism Schism"           | 2 de maio de 2019       | 1.9/10               | 12.48                  | 1.4         | 4.42                          | 3.3           | 16.91                        |
| 22  | "The Maternal Conclusion"         | 9 de maio de 2019       | 2.0/11               | 12.59                  | 1.5         | 4.91                          | 3.5           | 17.50                        |
| 23  | "The Change Constant"             | 16 de maio de 2019      | 3.2/17               | 18.52                  | 1.8         | 6.22                          | 5.0           | 24.75                        |
| 24  | "The Stockholm Syndrome"          | 16 de maio de 2019      | 3.2/17               | 18.52                  | 1.8         | 6.22                          | 5.0           | 24.75                        |